# Seio cavernoso
O seio cavernoso está localizado na cabeça. Ele é um dos seios venosos da dura-máter, também chamados Seios venosos durais que são espaços revestidos por endotélio, situados entre as camadas periosteal e meníngea da dura-máter. O seio cavernoso está situado bilateralmente em cada lado da sela turca na face superior da parte oca do osso esfenóide. Cada compartimento com o seio cavernoso consiste de um plexo de veias extremamente finas. Estende-se pela fissura orbital superior e recebe sangue proveniente das veia oftálmica superior e veia oftálmica inferior, veia cerebral superficial média e seio esfenoparietal.

## Estruturas Próximas
- Superiormente: Quiasma óptico, Artéria carótida interna.
- Inferiormente: Forame lacerado, Osso esfenoide.
- Medialmente: Hipófise, Seio esfenoidal.
- Lateralmente: Lobo temporal.
- Posteriormente: Osso temporal.

## Conteúdo
Além do sangue, diversas estruturas passam através do seio cavernoso.
As seguintes estruturas percorrem o seio cavernoso:
- Nervo oculomotor.
- Nervo troclear.
- Nervo oftálmico e Nervo maxilar, ambos ramos do Nervo trigêmeo.
- Nervo abducente.
- Artéria carótida interna.

Tais nervos, com a exceção do Nervo maxilar, seguem para a Órbita ocular, atravessando a fissura orbital superior. Já o Nervo maxilar, segundo ramo do Nervo trigêmeo, atravessa o forame redondo.
Logo acima do seio cavernoso, em seu exterior, há o Nervo óptico.